# Béatrice Steiner
Pour les articles homonymes, voir Steiner.
Béatrice Steiner, psychiatre, s’intéresse dès sa thèse de doctorat et son mémoire de psychiatrie, à l’expression picturale des patients hospitalisés, puis devenue psychanalyste, de ses analysants.

## Carrières
Membre de la Société française de psychopathologie de l’expression (SFPE) elle en codirige pendant plusieurs années la Section du patrimoine avec le docteur Claude Wiart maintenant décédé, leur objectif étant de recenser et faire connaître les œuvres créées en milieu psychiatrique en France depuis cent ans. 
À ce titre, elle a organisé à plusieurs « Journées de la SFPE » et a participé dans ce cadre à la réalisation de plusieurs expositions, catalogues, actes de colloques.
Elle collabore régulièrement à différentes revues et publications auxquelles elle apporte une vision personnelle originale.

## Principales contributions dans ce domaine
- Signe, cendre ou cimaise (1994)
- Les crépuscules du monde de Serge Sauphar (1998)
- ACM, architecte du vide (1999)
- Aloïse ou l’infirmament du regard (2002)
- avec Vincent Gille, Jean-Louis Lanoux, Barbara Safavora, Bruno Decharme, le catalogue de l'exposition A corps perdu : abcd, une collection d'art brut, Ed. : Association Paris-Musées, 2004,